# Liwā' Buşayrā
Liwā' Buşayrā (arabiska: لواء بصيرا) är ett departement i Jordanien.   Det ligger i guvernementet Tafilah, i den centrala delen av landet, 150 km söder om huvudstaden Amman.